# Spartanburg (Caroline du Sud)
Pour les articles homonymes, voir Spartanburg.
La ville de Spartanburg est le siège et la plus grande ville du comté de Spartanburg, dans l’État de Caroline du Sud, aux États-Unis. Sa population s’élevait à 37 013 habitants lors du recensement de 2010, estimée à 37 644 habitants en 2018.

## Histoire
Spartanburg a été fondée en 1831.

## Démographie
| 1850  | 1860  | 1870  | 1880  | 1890  | 1900   |
| ----- | ----- | ----- | ----- | ----- | ------ |
| 1 176 | 1 216 | 1 080 | 3 253 | 5 544 | 11 395 |

| 1910   | 1920   | 1930   | 1940   | 1950   | 1960   |
| ------ | ------ | ------ | ------ | ------ | ------ |
| 17 517 | 22 638 | 28 723 | 32 249 | 36 795 | 44 352 |

| 1970   | 1980   | 1990   | 2000   | 2010   | - |
| ------ | ------ | ------ | ------ | ------ | - |
| 44 546 | 43 826 | 43 467 | 39 673 | 37 013 | - |

## Économie
- Le groupe BMW s'est implanté depuis 1994 afin d'y produire des véhicules. Aujourd'hui, la marque allemande produit les X3, X4, X5, X6 ainsi que X7. BMW emploie environ 9000 personnes et produit plus de 1000 véhicules par jour.
- Le centre commercial WestGate Mall.